# Onofre sibilans
Espèce
Onofre sibilans est une espèce d'araignées aranéomorphes de la famille des Salticidae.

## Distribution
Cette espèce est endémique du Brésil. Elle se rencontre au Mato Grosso et au Pará.

## Description
Le mâle holotype mesure 5,75 mm et la femelle paratype 8,20 mm, les mâles mesurent de 5,75 à 6,65 mm et les femelles de 6,90 à 8,20 mm.

## Publication originale
- Ruiz & Brescovit, 2007 : Onofre, a new genus of jumping spider from Brazil (Araneae, Salticidae). Bulletin of the British Arachnological Society, vol. 14, no 2, p. 77-80.